# Rebreuve-sur-Canche
Rebreuve-sur-Canche és un municipi francès situat al departament del Pas de Calais i a la regió dels Alts de França. L'any 2007 tenia 215 habitants.

## Demografia

### Població
El 2007 la població de fet de Rebreuve-sur-Canche era de 215 persones. Hi havia 82 famílies de les quals 20 eren unipersonals (8 homes vivint sols i 12 dones vivint soles), 31 parelles sense fills i 31 parelles amb fills.
La població ha evolucionat segons el següent gràfic:
Habitants censats

### Habitatges
El 2007 hi havia 206 habitatges, 84 eren l'habitatge principal de la família, 94 eren segones residències i 28 estaven desocupats. 170 eren cases i 1 era un apartament. Dels 84 habitatges principals, 74 estaven ocupats pels seus propietaris, 9 estaven llogats i ocupats pels llogaters i 1 estava cedit a títol gratuït; 6 tenien dues cambres, 11 en tenien tres, 19 en tenien quatre i 48 en tenien cinc o més. 73 habitatges disposaven pel capbaix d'una plaça de pàrquing. A 42 habitatges hi havia un automòbil i a 35 n'hi havia dos o més.

### Piràmide de població
La piràmide de població per edats i sexe el 2009 era:
| Homes | Edats   | Dones |
| ----- | ------- | ----- |
| 0     | 95 o +  | 0     |
| 0     | 90 a 94 | 0     |
| 0     | 85 a 89 | 0     |
| 0     | 80 a 84 | 0     |
| 8     | 75 a 79 | 8     |
| 8     | 70 a 74 | 4     |
| 0     | 65 a 69 | 8     |
| 8     | 60 a 64 | 0     |
| 12    | 55 a 59 | 8     |
| 4     | 50 a 54 | 12    |
| 8     | 45 a 49 | 4     |
| 8     | 40 a 44 | 8     |
| 0     | 35 a 39 | 4     |
| 8     | 30 a 34 | 0     |
| 0     | 25 a 29 | 0     |
| 0     | 20 a 24 | 4     |
| 20    | 15 a 19 | 4     |
| 8     | 10 a 14 | 4     |
| 4     | 5 a 9   | 0     |
| 0     | 0 a 4   | 0     |

## Economia
El 2007 la població en edat de treballar era de 142 persones, 94 eren actives i 48 eren inactives. De les 94 persones actives 90 estaven ocupades (52 homes i 38 dones) i 4 estaven aturades (4 dones i 4 dones). De les 48 persones inactives 16 estaven jubilades, 16 estaven estudiant i 16 estaven classificades com a «altres inactius».

### Ingressos
El 2009 a Rebreuve-sur-Canche hi havia 79 unitats fiscals que integraven 206 persones, la mediana anual d'ingressos fiscals per persona era de 15.991,5 €.

### Activitats econòmiques
Dels 8 establiments que hi havia el 2007, 1 era d'una empresa extractiva, 1 d'una empresa de construcció, 1 d'una empresa de comerç i reparació d'automòbils, 1 d'una empresa de transport, 2 d'empreses d'hostatgeria i restauració i 2 d'empreses de serveis.
Dels 2 establiments de servei als particulars que hi havia el 2009, 1 era un electricista i 1 restaurant.
L'any 2000 a Rebreuve-sur-Canche hi havia 15 explotacions agrícoles.

## Equipaments sanitaris i escolars
El 2009 hi havia una escola maternal integrada dins d'un grup escolar amb les comunes properes formant una escola dispersa.

## Poblacions més properes
El següent diagrama mostra les poblacions més properes.